# La Blanche Hermine (chanson)
Pour les articles homonymes, voir La Blanche Hermine.
La Blanche Hermine est une chanson de Gilles Servat composée en 1970. Elle est la chanson éponyme d'un album sorti en 1971.
Le texte de la chanson évoque la lutte des Bretons face aux Francs.
Elle sort en single en 1972 et connaît un succès commercial en étant disque d'or.

## Présentation
Techniquement, le texte est un heptasyllabe en laisse à rimes croisées. Alternativement, le phrasé inclinant davantage à l'interprétation qui suit, elle peut être considérée comme un tétrakaïdécasyllabe (vers à quatorze syllabes) avec césure à l’hémistiche, c’est-à-dire que le phrasé se coupe naturellement à la moitié, ici à la septième syllabe, et rimes plates sur les hémistiches.
L'hermine est l'animal emblématique du duché de Bretagne, alors souverain et indépendant, dont la devise, toujours présente dans la mémoire collective, est : « Kentoc'h mervel eget bezañ saotret », qui se traduit en français par l'expression « Plutôt la mort que la souillure ». Elle vient d'une légende selon laquelle une blanche hermine, poursuivie par des chasseurs qui auraient été menés par le roi légendaire de Bretagne, Conan Mériadec, préféra se laisser prendre plutôt que souiller son pelage en traversant une rivière boueuse.

## Création

### Contexte
La chanson est écrite par Gilles Servat en 1970, qui en a eu l'idée après avoir entendu une chanson irlandaise racontant le départ d'un partisan avec une balle dans sa poche.
Le soir même, il l'interprète pour la première fois au Ti Jos, un restaurant breton à Montparnasse où il faisait la manche, âgé de 25 ans.
Après mai 68, l'époque est aux luttes sociales. La Bretagne connaît une crise identitaire et une transition économique. Gilles Servat écrit des paroles guerrières pour une prise de conscience de l'état de la Bretagne et une révolte souhaitée des Bretons :
« C'est devenu une chanson traditionnelle. Mais les gens ne la prennent pas comme nous. Nous, on pensait vraiment aller faire la guerre. Tout était tellement noir. La Bretagne se vidait, la langue mourait, on avait l'impression qu'on voulait transformer la Bretagne en station balnéaire. Et il n'y avait pas d'Europe ! On était seuls face à un pouvoir, représenté en plus par Marcellin à l'époque... » .

## Réception

### Controverses autour de la chanson
En 1975, le recueil Gilles Servat, poésie et chansons, réalisé par Guy Millière, rend compte du dialogue avec Servat qui « n'hésite pas à critiquer aujourd'hui les faiblesses de La Blanche Hermine. [ … ]  La référence à une "troupe de marins, d'ouvriers, de paysans" ne suffit pas à justifier le très équivoque "faire la guerre aux Francs".  De plus, utiliser des termes datant de l'époque féodale, "Francs" par exemple, mais il y en a d'autres, pour décrire la situation actuelle, ouvre la porte aux récupérations les plus réactionnaires. »
En 1976, Daniel Chatelain et Pierre Tafini, dans Qu'est ce qui fait courir les autonomistes ? exposent aussi que « La Blanche Hermine de Servat où le héros part faire la guerre aux Francs pourrait très bien passer pour une œuvre de La Villemarqué ! […] L'artiste capte un flux émotionnel se portant à la fois sur sa personne et la mère patrie qu'il se charge d'incarner. On entre en plein dans l'irrationnel national qui fit communier dans le mythe Servat les militants culturels bretons de base de toutes tendances, des fascisants aux nationaux-gauchistes, réunis dans une même assemblée en 1973. »
Le texte, avec la mention qui y est faite des forteresses de Fougères et Clisson, renvoie apparemment au souvenir de guerres féodales ayant opposé des Bretons et des Français sur la frontière du duché comme lors de la guerre de Bretagne au XVe siècle. Toutefois, l'évocation de guerilleros insurgés partant en embuscade « avec des fusils chargés » suggère un passé moins éloigné, laissant comme seul cadre temporel plausible les guerres de la Chouannerie, époque magnifiée par La Villemarqué dans le Barzaz Breiz,. De ce fait, la chanson est souvent reprise dans des recueils consacrés aux Chouans et à la Guerre de Vendée[réf. nécessaire].
En 1998, il compose une diatribe contre l'extrême droite intitulée Touche pas à la blanche hermine. C'est une réaction à l'utilisation de la chanson  par des militants du Front National. Ce texte figure sur l'album du même nom enregistré en public au Centre culturel Athéna d'Auray (Morbihan) ; sa récitation est un prélude à la chanson[réf. nécessaire].

### Accueil commercial
La chanson devient disque d'or.

### Reprises
En 2010, le groupe punk Les Ramoneurs de menhirs adapte et enregistre le morceau sur l'album Amzer an dispac'h !, avec des arrangements issus du guitariste Loran Béru (ex-Bérurier noir) et inspirés de morceaux des « Bérus » comme Mineurs en danger. Gilles Servat reprend les premiers couplets et la moitié du refrain à la fin du chant.
En 2017, le chœur Montjoie Saint-Denis a repris le titre dans son album Chants d'Europe.
En 2018, le groupe de chanteurs d'opéra Les Stentors reprend le titre pour son album Un Tour en France[réf. nécessaire].
En 2021, Erga[Qui ?] fait une reprise de la chanson.

## Divers
Un certain passage de la chanson lui ayant été signalés comme misogynes, notamment par les ouvrières du Joint français en grève à Saint-Brieuc, Gilles Servat en interprète une version modifiée en 1975, qu'il nomme « Le Départ du Partisan », en dialogue avec Nancy Davis, dans l'album Le Pouvoir des mots.
Un exemple de modification : l'extrait de la version originale ci-dessous —

« Elle aura bien de la peine
Pour élever les enfants
Elle aura bien de la peine
Car je m'en vais pour longtemps »

— devient, de la part de Nancy Davis :

« Nous ferons tous deux la guerre,
Vous prendrez votre fusil
Et moi je tiendrai la terre
Et je prendrai les outils »